# Amelora demistis
Amelora demistis là một loài bướm đêm thuộc họ Geometridae.